# سيرجيو ناترا
سيرجيو ناترا (12 أبريل 1924 - 23 فبراير 2021) ذائعة الصيت عالميًا، وكان من أكثر المؤلفين الكلاسيكيين إبداعًا وأصالة.
من بين إبداعات ناترا المهمة: السمفونية باللون الأحمر والأزرق والأصفر والأخضر، هورايزونز سيمفوني، سيمفوني الذي لا يقهر، المستقبل في الماضي،
```
ألسنة النار السمفونية، الذكريات سيمفوني، سيمفونية معنى الحياة، سيمفونية الأرض والماء، سيمفونية 2020، أسرار السمفونية، تنويعات البيانو والأوركسترا السيمفونية، أغنية ديبورا للأوركسترا السيمفونية والصوت، الخدمة المقدسة للأوركسترا السيمفونية.
```

اشتهر بشكل خاص بمؤلفاته على القيثارة، بما في ذلك «موسيقى الكمان والقيثارة»، و«سوناتينا للقيثارة»، و«صلاة من أجل القيثارة»، و «لأوركسترا القيثارة والأوتار»، و«موسيقى لنيكانور»، و«تعليقات عاطفية»، و«نشيد القيثارة» و«الثلاثي في حركة واحدة رقم 3».